# Земля, що тече молоком та медом
Земля, що тече молоком та медом — біблійний вислів, який говорить про неймовірний достаток обіцяного Богом краю для Свого вибраного народу.
Вперше вислів з'являється під час розмови Бога з Мойсеєм біля тернового куща, який горів і не згорав . В подальшому він зустрічається чотирнадцять разів у П'ятикнижжі, один раз у книзі Ісуса Навина і декілька разів у книгах Єремії та Єзекіїля у контекстах, пов'язаних з історією Ізраїлю.
Декілька уривків містять детальний опис придатності землі для заняття сільським господарством  . Згідно з цим описом, земля, яка була призначена для поселення, відрізняється великою кількістю водних ресурсів, небаченим багатством врожаю пшениці, ячменю, виноградників, смоківниць, гранатових дерев, оливкової олії та меду. У словах «земля, що тече молоком та медом» представлені двоє важливих сільськогосподарських продуктів, які символізують благодатні умови життя на землі. Дванадцять розвідників, які були відправленні для вивідування, після повернення заявили Мойсею:
|  | Прибули ми до Краю, куди ти послав був нас, а він тече молоком та медом... |

Біблія не уточнює, чому саме молоко і мед стали улюбленою парою понять у цій виразній характеристиці обіцяного Богом краю для Свого вибраного народу. Після хліба молоко було найважливішим продуктом харчування євреїв. Земля, яка виробляла багато молока, повинна була бути багатою на численні пасовиська, тому в уяві виникає картина успішного сільського господарства. Мед, який цінувався за солодкий смак, а не як предмет першої необхідності, був достатньо рідкісним і вважався делікатесом. Ці два образи, в яких поєднуються уявлення про щось бажане і чисельне, разом створюють картину повної вдоволеності. В образі «течії» мається на увазі досконала повнота, яка забезпечує будь-які потреби і протиставляється безплідній пустелі.
Можливо, що образи молока та меду є прикладом єврейського меризму, який включає в себе усі види їжі від самої необхідної до найбільш вишуканої.